# Thomas Stedman Whitwell
Pour les articles homonymes, voir Stedman et Whitwell.
Thomas Stedman Whitwell (1784-1840) est un architecte anglais né à Coventry. La première trace de son activité architecturale est une exposition à la Royal Academy en 1806. On[Qui ?] pense qu'il a été assistant de Daniel Asher Alexander en 1811. Whitwell est présumé être l'auteur de deux articles contre John Soane publiés en 1821 et 1824. Le second, intitulé « The Sixth or Beotian Order of Architecture » fâcha l'architecte au point qu'il intenta une poursuite contre le magazine qui l'avait publié. 
La carrière architecturale pratique de Whitwell a duré quinze ans. De 1816 à 1831, il a restauré deux bâtiments et en a construits neuf autres. La majorité de ses interventions ont été faites à Birmingham (quatre) et Coventry (trois). Les constructions de Whitwell sont pour la plupart des bâtiments publics d'importance municipale. Sa carrière a pris un grand coup en 1828 lorsque le toit de fer du Brunswick Theatre à Londres, trois jours après son inauguration, s'écroula sur le public, causant la mort de nombreuses personnes. Après cet incident, il ne reçut qu'une seule commande. On ne connaît le style que de deux de ses bâtiments, qui sont respectivement italianisant et gothique ; cela laisse néanmoins supposer que Whitwell était éclectique et ne revendiquait pas l'appartenance à une école stylistique particulière. 
La carrière architecturale théorique de Whitwell est beaucoup moins connue, ses archives personnelles n'ayant pas été conservées. En 1819, il a fait des plans pour un développement de Leamington Spa, dans le district de Warwick, dont un dessin a été exposé à la Royal Academy. Le projet, intitulé Southville, comportait une église devant être une copie du Parthénon. En 1825, Whitwell a fait le dessin du projet de construction à New Harmony. Il l'a publié en 1830 sous le titre de Description of an Architectural Model en ajoutant à l'image une description exhaustive de chacune de ses parties. En 1834, il publie un traité technique, On warming and ventilating houses and buildings. Pendant plusieurs années, il a accumulé des notes pour un livre intitulé Architectural Absurdities qui ne sera finalement pas publié et dont le manuscrit est perdu.

## Source
- Colvin, Howard, « Whitwell, Thomas Stedman », A Biographical Dictionnary of British Architects 1600-1840, New Haven et Londres, Yale University Press, 1995, p. 1046-1047.